# Tấn Thành Đế
Tấn Thành Đế (tiếng Trung: 晉成帝; bính âm: Jìn Chéng Dì) (321 – 26 tháng 7 năm 342), tên thật là Tư Mã Diễn (司馬衍), tên tự Thế Căn (世根), là vị Hoàng đế thứ 3 của nhà Đông Tấn, và là Hoàng đế thứ 8 của Nhà Tấn trong lịch sử Trung Quốc. Ông là con trai cả của Tấn Minh Đế và trở thành thái tử vào ngày 1 tháng 4 năm 325. Dưới thời ông cai trị, quyền hành phần lớn bị những người nhiếp chính chi phối, ban đầu là người bác bên họ mẹ, Dữu Lượng (庾亮), về sau là Vương Đạo (王導), tiếp theo là tình trạng đồng nhiếp chính của Hà Sung (何充) và một người bác bên họ mẹ khác là Dữu Băng (庾冰). Ông lên ngôi hoàng đế khi mới bốn tuổi, và ngay sau đó cuộc nổi loạn của Tô Tuấn (蘇峻) đã làm suy yếu Đông Tấn trong nhiều thập niên sau đó.

## Lên ngôi
Tư Mã Diễn sinh năm 321, là người con trai cả của Tấn Minh Đế Tư Mã Thiệu, khi đó Tư Mã Thiệu đang là thái tử, mẹ đẻ của Tư Mã Diễn là Dữu Văn Quân. Minh Đế lên ngôi vào năm 323 sau khi Nguyên Đế băng hà, sau đó ông lập Dữu Thái tử phi làm Dữu Hoàng hậu, song lại không lập ngay Thái tử, Tư Mã Diễn chỉ trở thành thái tử vào năm 325.
Vào mùa thu năm 325, Minh Đế lâm bệnh. Ông giao người con trai mới bốn tuổi cho một nhóm đại thần, bao gồm Tư Mã Dạng (司馬羕), Vương Đạo, Biện Khổn (卞壼), Si Giám (郗鑒), Lục Diệp (陸曄), Ôn Kiệu (溫嶠), cùng người anh trai của Hoàng hậu là Dữu Lượng, có lẽ ông tính toán rằng điều này sẽ giúp cân bằng được quyền lực. Minh Đế qua đời ngay sau đó. Diễn Thái tử lên ngôi và trở thành Thành Đế.

## Dữu Lượng nhiếp chính
Ban đầu, các đại thần cùng có trách nhiệm cai quản, tuy nhiên Dữu Thái hậu đã trở thành người nhiếp chính, do vậy Dữu Lượng đã trở thành vị đại thần quyền lực nhất trong triều. Ông đã thay đổi các chính sách khoan dung của Vương Đạo (người từng làm thừa tướng dưới thời Minh Đế) và áp dụng một cách khắt khe các điều luật và quy định. Hơn nữa, ông còn trở nên lo sợ trước các tướng Đào Khản và Tổ Ước (祖約), không ai trong hai người được nhắc đến trong danh sách ưu đãi và thăng chức trong chúc thư của Minh Đế và người ta tin rằng Dữu Lượng đã xóa tên của họ khỏi chúc thư. Năm 326, ông đánh lừa dư luận bằng cách cáo buộc sai huynh đệ của Tư Mã Dạng là Tư Mã Tông (司馬宗), mang tước Nam Đốn vương tội phản nghịch rồi giết chết ông và sau đó hạ bệ Tư Mã Dạng.

## Loạn Tô Tuấn
Năm 327, lo sợ Tô Tuấn, Dữu Lượng quyết định tước quyền chỉ huy quân đội của họ Tô bằng cách thăng làm quan phụ trách việc nông, một vị trí không liên quan đến chức chỉ huy quân sự. Sau do dự ban đầu, Tô Tuấn cuối cùng đã từ chối và lập một liên minh với Tổ Ước để chống Dữu Lượng. Khi nghe được điều này, Ôn Kiệu, người được Dữu Lượng phong làm thứ sử Giang Châu (江州, nay là Giang Tây) để chống Đào Khản, thứ sử của Kinh Châu (荊州, nay là Hồ Bắc), muốn nhanh chóng lên đường để bảo vệ kinh thành Kiến Khang, cũng như quân địa phương ở phía đông của kinh thành, song Dữu Lượng đã từ chối mọi sự giúp đỡ, ông ta muốn Ôn Kiệu vẫn ở vị trí để chống lại Đào Khản và tin tưởng rằng mình có thể dễ dàng đả bại Tô Tuấn. Lo rằng Dữu Lượng sẽ thất bại trước Tô Tuấn, Ôn Kiệu đã tiến về kinh, song trước đó Tô Tuấn đã bai vây kinh thành vào đầu năm 328 và bắt Thành Đế cùng Dữu Thái hậu làm con tim. Biện Khổn chết trong trận chiến, và Dữu Lượng bắt buộc phải chạy đến chỗ Ôn Kiệu. Tô Tuấn cho binh lính của mình cướp phá kinh thành, tài sản và y phục của các quan cũng như dân thường đều bị quân của Tô Tuấn lột sạch, chúng thậm chí còn bắt các hầu gái của Dữu Thái hậu. Dữu Thái hậu do bị Tô Tuấn làm cho nhục nhã và vì lo sợ những gì sẽ diễn ra nên đã chết trong lo âu.
Tô Tuấn đã lập ra một chính quyền mới, trong đó người được Tô Tuấn tôn trọng là Vương Đạo được phong làm nhiếp chính vương trên danh nghĩa, song bản thân Tô Tuấn mới thực sự là người nhiếp chính. Trong khi đó, Dữu Lượng và Ôn Kiệu đã cố lấy lại kinh thành. Người anh em họ của Ôn Kiệu là Ôn Sung (溫充) đề xuất mời Đào Khản, một tướng giỏi và có lượng binh lính khá lớn làm người chỉ huy tối cao của đội quân. Tuy nhiên, Đào Khản vẫn còn bực bội trước Dữu Lượng nên ban đầu đã từ chối. Tuy nhiên, họ Đào cuối cùng đã nhượng bộ và tham gia cùng Ôn Kiệu và Dữu Lượng. Họ tiến về phía đông đến Kiến Khang. Phản ứng lại, Tô Tuấn đưa Thành Đế đến thành Thạch Đầu trên thực tế là đặt vị hoàng đế cùng tùy tùng dưới quyền quản thúc. Trong khi đó, Vương Đạo đã bí mật lệnh cho các chỉ huy tiến về phía đông đẻ nổi dậy chống lại Tô Tuấn, ông cuối cùng đã thuyết phục được tước của Tô Tuấn là Lộ Vĩnh (路永) rời bỏ quân Tô để về phe quân Ôn và Đào. Si Giám cùng quân của mình cũng đến hội quân từ Quảng Lăng (廣陵, nay là Hoài An, Giang Tô).
Hai phe giao chiến trong nhiều tháng, mặc dù quân chống Tô Tuấn có lợi thế về quân số song họ đã không thể chiếm ưu thế, khiến Đào Khản từng xem xét việc rút lui. Tuy nhiên, Ôn Khiệu đã thuyết phục được Đào ở lại và tiếp tục chống Tô. Đến mùa thu, trong một cuộc tấn công ở Thạch Đầu, quân chống Tô ban đầu hứng chịu thất bại, nhưng khi Tô Tuấn tiến hành phản công, ông ta đã bị ngã ngựa và bị thương đâm trúng. Quân chống Tô xông lên và chặt đầu thi thể Tô Tuấn. Quân của Tô Tuấn ban đầu ủng hộ anh trai Tô Tuấn là Tô Dật (蘇逸) làm lãnh đạo và tiếp tục phòng thủ Thạch Đầu, song đã bị đánh bại vào đầu năm 329.
Với các hậu quả để lại sau khi quân của Tô Tuấn thất bại, như kinh thành Kiến Khang bị thiệt hại nặng nề, các quan đại thần đã xem xét việc dời đô đến Dự Chương (豫章, nay thuộc Nam Xương, Giang Tây) hoặc Hội Kê (會稽, nay thuộc Thiệu Hưng, Chiết Giang), nhưng Vương Đạo phản đối, lưu ý rằng Kiến Khang ở nằm ở một vị trí tốt hơn để quan sát phòng thủ từ hướng bắc chống lại Hậu Triệu, kinh thành cuối cùng vẫn đặt tại Kiến Khang. Ôn Kiệu được yêu cầu ở lại Kiến Khang làm nhiếp chính vương, song ông tin rằng Minh Đế mong đợi Vương sẽ giữa vai trò này nên cuối cùng Vương Đạo trở thành nhiếp chính vương. Trong khi đó, Dữu Lượng, ban đầu đề nghị từ bỏ mọi vị trí của mình và đi sống lưu vong, song cuối cùng đã chấp nhận làm một tổng đốc.
Do mẫu thân đã chết, Thành Đế lúc đó đang tám tuổi bắt đầu được bà nội, tức Tuân phu nhân nuôi dưỡng.

## Vương Đạo nhiếp chính
Cuối năm 329, Ôn Kiệu chết, tướng Quách Mặc (郭默) sớm sau đó đã ám sát người kế nhiệm là Lưu Dận (劉胤) và giành lấy Kinh Châu. Vương Đạo ban đầu muốn tránh một cuộc chiến khác và xoa dịu Quách, song Đào Khản và Dữu Lượng phản đối, quân của họ nhanh chóng hội về đô phủ của Giang Châu là Tầm Dương (尋陽, nay là Cửu Giang, Giang Tây) vào năm 330 và giết chết họ Quách.
Trong khi đó, trong và sau loạn Tô Tuấn, quân Tấn ở Hoa Trung không có viện trợ từ triều đình trung ương nên đã không thể giữ được các vị trí của mình và cuối cùng Đông Tấn mất hầu hết Hoa Trung vào tay Hậu Triệu. Các thành quan trọng bị mất trong thời kỳ này gồm cựu đô Lạc Dương, Thọ Xuân (壽春, nay thuộc Lục An, An Huy), và Tương Dương (襄陽, nay thuộc Tương Phàn, Hồ Bắc), song Đông Tấn đã tái chiếm được Tương Dương vào năm 332. Năm 333, Đông Tấn mất Ninh Châu (寧州, nay là Vân Nam và Quý Châu) vào tay Thành Hán song đã lấy lại được vào năm 339.
Với vai trò nhiếp chính vương, Vương Đạo khôi phục phần lớn các chính sách trước đó của mình là khoan dung và thi hành pháp luật không nghiêm, đièu này đã giúp ổn định tình hình chính trị song cũng dẫn đến tham nhũng lan tràn và quyền lực yếu kém. Cuối cùng vào năm 338, Dữu Lương đã cố gắng thuyết phục Si Giám hội quân với ông để phế truất Vương Đạo song sau đó Si Giám đã từ chối, Dữu Lượng đã không thực hiện kế hoạch của mình.
Năm 336, Thành Đế kết hôn với Hoàng hậu Đỗ Lăng Dương. Khi ấy, cả hai đều 15 tuổi.
Năm 337, Mộ Dung Hoảng (慕容皝), tộc trưởng Tiên Ti và là chư hầu của Tấn và được ban cho tước Công tại Liêu Đông, đã xưng làm Yên vương dù Tấn không ban cho ông tước hiệu này, thực tế đây là tuyên bố độc lập và nước Tiền Yên hình thành, mặc dù trên danh nghĩa Mộ Dung Hoảng vẫn coi mình là chư hầu của Tấn.
Năm 339, Dữu Lượng muốn thực hiện một cuộc tấn công lớn chống lại Hậu Triệu, hy vọng có thể lấy lại Hoa Trung, Vương Đạo ban đầu đồng ý với ông ta, song sau đó kế hoạch này bị Si Giám và Sái Mô (蔡謨) phản đối, Thành Đế đã lệnh cho Dữu Lượng không thực hiện kế hoạch chiến tranh. Vương Đạo chết vào mùa thu cùng năm, kế vị là người phụ tá Hà Sung (何充) và em trai của Dữu Lương là Dữu Băng (庾冰). Thành Đế cho Hà Sung và Dữu Băng quyết định các vấn đề quan trọng nhất, song cũng bắt đầu có một số quyết sách riêng của mình. Dữu Băng và Hà Sung cố gắng cải cách các vấn đề dưới sự nhiếp chính của Vương Đạo, song không quá hiệu quả.

## Thời kỳ cuối
Sau cái chết của Vương Đạo, Dữu Lượng tiếp tục kế hoạch của mình nhắm tới một chiến dịch chống lại Hậu Triệu, và điều này đã dẫn tới việc Hoàng đế Hậu Triệu là Thạch Hổ (石虎) phản ứng lại vào cuối năm 339. Quân Hậu Triệu gây nên thiệt hại rất lớn cho nhiều thành trì và căn cứ của Tấn ở phía bắc Trường Giang và chiếm được Chu Thành (邾城, nay thuộc Hoàng Cương, Hồ Bắc). Bị làm nhục, Dữu Lượng đã hủy bỏ kế hoạch về một chiến dịch Bắc tiến, ông chết vào đầu năm 340.
Cũng trong năm 340, Mộ Dung Hoảng chính thức yêu cầu được ban cho tước hiệu Yên vương. Sau các tranh cãi kéo dài giữa các đại thần chủ chốt về việc liệu Mộ Dung Hoảng có còn là một chư hầu trung thành hay không, Thành Đế đã quyết định rằng yêu cầu này sẽ được thực hiện.
Vào mùa xuân năm 341, Đỗ Hoàng hậu mất. Thành Đế đã lập một hoàng hậu khác.
Cuối năm đó, Thành Đế lệnh rằng dân lánh nạn từ Hoa Bắc và Hoa Trung đã chạy về phía nam vào thời Hoài Đế và Mẫn Đế, phải đăng ký hộ tịch theo quận đang sống sống chứ không còn được giữ lại hộ tịch tại quận bản quán. Động thái này cho phép các quận địa phương có được nguồn nhân lực lớn hơn và giảm bớt sự dư thừa của các chính quyền địa phương..
Vào mùa hè năm 342, Thành Đế bị bệnh nặng. Ông có hai người con trai là Tư Mã Phi và Tư Mã Dịch, khi ấy vẫn còn trong nôi, với người thiếp Chu quý nhân. Dữu Băng sợ rằng nhà họ Dữu sẽ mất đi quyền lực nếu một vị hoàng đế trẻ được định nên đã thuyết phục Thành Đế rằng trong lúc Đông Tấn đang phải đối mặt với một Hậu Triệu có thế lực mạnh mẽ thì nên chỉ định một vị hoàng đế lớn tuổi hơn. Thành Đế đồng ý và chỉ định em trai mình, Tư Mã Nhạc làm người kế vị bất chấp phản đối từ Hà Sung. Thành Đế đã ban một chiếu thư ủy thác các con trai mình cho Dữu Băng, Hà Sung, Tư Mã Hi (司馬晞), Tư Mã Dục (cả hai đều là thúc phụ), và Gia Cát Khôi (諸葛恢). Sau đó ông qua đời và được truy thụy hiệu là Thành hoàng đế (成皇帝), miếu hiệu là Hiển Tổ (显祖. Người kế vị ông đúng như chỉ định là Nhạc vương.